# Stereocidaris ingolfiana
Stereocidaris ingolfiana är en sjöborreart. Stereocidaris ingolfiana ingår i släktet Stereocidaris och familjen piggsvinssjöborrar. Inga underarter finns listade i Catalogue of Life.